# Бояна Грегорич Веизович
Бояна Грегорич Веизович (на хърватски: Bojana Gregorić Vejzović) е хърватска филмова и телевизионна актриса.
Дъщеря е на актрисата от сръбски произход Божидарка Фрайт. Заедно с музиканта Златан Стипшич, Майом Вучич и футболиста Славен Билич са посланици на добра воля на УНИЦЕФ за Хърватия.

## Филмография
- Stella (2013) ... Ела Ловрентиев
- Počivali u miru (2013) ... Марта
- Долината на слънцето (2009/10) ... Юлия Витезович
- Све ће бити добро (2008/9) ... Невенка Агустинчич Бебич
- Понос Раткајевих (2008) ... Алегра Севичевич
- Добре намјере (2007/8) ... Нора
- Бибин свијет (2007) ... крадлата
- Не питај како! (2006) ... Ива
- Љубав у залеђу (2005) ... Анита Билич
- Кћерка мускетара (2004)
- Dream Warrior (2003) ... Даница
- Вишње у ракији (2000)
- Новакови (2000)
- Заувијек моја (2000) ... Саша
- Божић у Бечу (1997) ... Д-р Марина Парун